# Liste der Naturdenkmäler in Barbian
Die Liste der Naturdenkmäler in Barbian (italienisch Barbiano) enthält die vier als Naturdenkmal ausgewiesenen Objekte auf dem Gebiet der Gemeinde Barbian in Südtirol.
Basis ist das im Internet einsehbare offizielle Verzeichnis der Naturdenkmäler in Südtirol (Stand: 23. Januar 2015). Dabei kann es sich um botanische, geologische oder hydrologische Naturdenkmäler handeln. Die Reihenfolge in dieser Liste orientiert sich an der ID, alternativ ist sie auch nach dem Namen sortierbar.

## Liste
| Foto |                 | Name                               | Standort                     | Beschreibung                            |
| ---- | --------------- | ---------------------------------- | ---------------------------- | --------------------------------------- |
| ja   | Datei hochladen | Barbianer Wasserfälle ID: 008_G01  | 46° 36′ 1″ N, 11° 30′ 10″ O  | Hydrologisches Naturdenkmal: Wasserfall |
| ja   | Datei hochladen | Hubermoos ID: 008_G02              | 46° 36′ 11″ N, 11° 30′ 55″ O | Hydrologisches Naturdenkmal: Niedermoor |
| BW   | Datei hochladen | Gfrillermoos ID: 008_G03           | 46° 35′ 24″ N, 11° 29′ 49″ O | Hydrologisches Naturdenkmal: Niedermoor |
| ja   | Datei hochladen | Kastanienhain Gschnoan ID: 008_G04 | 46° 36′ 27″ N, 11° 31′ 11″ O | Botanisches Naturdenkmal: Kastanienhain |

| Foto: | Fotografie des Naturdenkmals. Klicken des Fotos erzeugt eine vergrößerte Ansicht. Daneben finden sich zwei Symbole: |
| ID    | Identifikator bei der Abteilung Natur, Landschaft und Raumentwicklung der Südtiroler Landesverwaltung               |